# Drazjevo
Drazjevo (bulgariska: Дражево) är ett distrikt i Bulgarien.   Det ligger i kommunen obsjtina Tundzja och regionen Jambol, i den centrala delen av landet, 260 km öster om huvudstaden Sofia.
Trakten runt Drazjevo består till största delen av jordbruksmark. Runt Drazjevo är det ganska tätbefolkat, med 60 invånare per kvadratkilometer.